# LOVE WARS (松任谷由実のアルバム)
『LOVE WARS』（ラヴ・ウォーズ）は、松任谷由実（ユーミン）の21枚目のオリジナルアルバム。1989年11月25日に東芝EMIからリリースされた（CD：TOCT-5600、LP：TOJT-5600、CT：TOTT-5600）。1999年2月24日にLPのブックレットを復刻し、バーニー・グランドマンによるデジタルリマスタリングで音質を大幅に向上したリマスタリングCD（TOCT-10654）とLP（TOJT-10654）をリリース。

## 解説
- 1990年の第32回日本レコード大賞ポップス・ロック部門優秀アルバム賞を受賞。
- LPとしてのリリースはこのアルバムが最後となった[注釈 1]。稀少盤でもある。
- 初回盤は、ジャケットが3D仕様になっている。
- 純愛3部作の3作目で、アルバムのテーマは、「恋の任侠」。
- 1989年10月13日に生放送された『夜のヒットスタジオR&N』（フジテレビ系）において、当時東芝EMI所属だったザ・タイマーズがFM東京を非難する曲を突然演奏した。この行為への報復としてFM東京は、発売直前だったユーミンの同アルバムの曲を一切放送しないということを東芝EMIに通知した。
- 発売にあたり、松任谷が多数のインタビューに応じ、駅と電車の車内へのポスターの掲示、70あまりの雑誌に「まだのひと、いますか?」という広告を掲載、460本のテレビCM・1010本のラジオCMを流すという、当時のレコードの宣伝としては異例の規模のプロモーションを行った[2]。
- 1989年12月5日から1990年6月29日まで、『LOVE WARS TOUR 1989-1990』が行われた。

## 収録曲

### CD
| 全作詞・作曲: 松任谷由実。 |                                                      |            |            |                        |      |
| #                          | タイトル                                             | 作詞       | 作曲・編曲 | 編曲                   | 時間 |
| 1.                         | 「Valentine's RADIO」                                | 松任谷由実 | 松任谷由実 | 松任谷正隆             | 4:59 |
| 2.                         | 「WANDERERS」                                        | 松任谷由実 | 松任谷由実 | 松任谷正隆             | 4:25 |
| 3.                         | 「LOVE WARS」                                        | 松任谷由実 | 松任谷由実 | 松任谷正隆             | 4:46 |
| 4.                         | 「心ほどいて -Unchain My Heart-」                    | 松任谷由実 | 松任谷由実 | 松任谷正隆、障子久美   | 4:30 |
| 5.                         | 「Up townは灯ともし頃 -Turn the Lights On, Uptown-」 | 松任谷由実 | 松任谷由実 | 松任谷正隆             | 4:06 |
| 6.                         | 「トランキライザー -Tranquilizer-」                  | 松任谷由実 | 松任谷由実 | 松任谷正隆、Jerry Hey  | 3:30 |
| 7.                         | 「ホームワーク -Homework-」                          | 松任谷由実 | 松任谷由実 | 松任谷正隆、松任谷由実 | 4:05 |
| 8.                         | 「届かないセレナーデ -Serenade You'll Never Hear-」  | 松任谷由実 | 松任谷由実 | 松任谷正隆、Jerry Hey  | 4:29 |
| 9.                         | 「Good-bye Goes by」                                 | 松任谷由実 | 松任谷由実 | 松任谷正隆、Jerry Hey  | 4:40 |
| 10.                        | 「ANNIVERSARY」                                      | 松任谷由実 | 松任谷由実 | 松任谷正隆             | 4:49 |

### 楽曲解説
1. Valentine's RADIO
ユーミン自身の『オールナイトニッポン』をモチーフにして作られたナンバー。1991年の映画『波の数だけ抱きしめて』劇中歌。2002年にフェイ・ウォンがカヴァー。2013年に吉川友がシングル『世界中に君は一人だけ/Valentine's RADIO/チョコレート魂』でカバー。シングルではないが、ベストアルバム『Neue Musik』『ユーミン万歳!』にも収録されている（『ユーミン万歳!』では2022 mixでの収録）。
2. WANDERERS
プロモーション・ビデオが、ユーミンの公式サイトと公式YouTubeチャンネルで公開されている。ユーミンにとってお気に入りの一曲で、ライブツアーでは定番曲として頻繁にセットリストに入りしては歌われている。1998年のベストアルバムで「リフレインが叫んでる」の次に収録される予定だったが、見送られた（ベストアルバムには2012年の40周年記念アルバム『日本の恋と、ユーミンと。』で初収録）。50周年記念ベストアルバム『ユーミン万歳!』には2022 mixが収録。
歌詞中にバイクでタワー近くの坂まで走るというフレーズが登場するが、なぜか1989年三菱自動車・新型ミラージュCMソングに使用された。TBS系のバラエティ番組『学校へ行こう!』の「崖っぷち受験寮」というコーナーで、受験生と彼女の面会シーンのBGMとして使われていた。
本作にはプロモーション盤が2種類存在する。一つはオリジナル音源で片面のみのもの（規格品番：PRT-1429）、もう一つはL.A.MIX.Version音源（規格品番：PRT-1445）である。
3. LOVE WARS
アルバム表題曲。1991年TBS系ドラマ『ルージュの伝言』でドラマ化された（第4話、出演・古村比呂、野々村真）。
4. 心ほどいて
ユーミン自身が式を挙げた、横浜山手教会がイメージになっている。1991年の映画『波の数だけ抱きしめて』劇中歌。2018年の自薦ベスト『ユーミンからの、恋のうた。』にも収録された。
5. Up townは灯ともし頃
真面目に生きてきていた女の子が彼の元へと駆け落ちしていく内容。
6. トランキライザー
「トランキライザー」とは精神安定剤、もしくは抗不安薬を意味する。詞の中にドイツ民間伝承の睡魔サンドマンが登場する。
7. ホームワーク
23枚目のシングル『ANNIVERSARY』のB面曲（カップリング曲）。
8. 届かないセレナーデ
1989年苗場プリンスホテルCMソング[3]。
9. Good-bye Goes by
浅野ゆう子主演のTBS金曜ドラマ『雨よりも優しく』主題歌（最終回では、本アルバムの#4、#7、#8、#10も劇中挿入歌として用いられている）。ただし実際にテレビで流れたものとは音源が異なる。
L.A.MIX.Version音源（規格品番：PRT-1445）B面でプロモ・オンリー・シングルカット。
10. ANNIVERSARY
23枚目のシングルのalbum mix。シングル発売時には「無限にCALLING YOU」のサブタイトルが付けられていた。1989年10月から翌1990年までKDD企業イメージソングとして使われた。なお、この曲の発売に合わせて、1977年の『潮風にちぎれて』から『SWEET DREAMS』までの「松任谷」由実時代のシングル曲が『YUMING SWEETS』という8cmシングルCDシリーズとして同時再発売される。またこの曲自体も2001年のマキシシングル『7 TRUTHS 7 LIES〜ヴァージンロードの彼方で』に再収録された。1991年にTBS系『ルージュの伝言』でドラマ化された（第15話、主演・高岡早紀）。お祝い曲のイメージが強く、NTTのお祝いメロディ電報の曲としても使用された。

## 参加ミュージシャン
- キーボード: 松任谷正隆
- ドラム : 江口信夫（#1,#2,#5,#6,#8）、Harvey Mason（#4,#8,#9）
- ベース : Abraham Laboriel（#4,#6,#8）
- エレクトリック・ギター : 松原正樹
- アコースティック・ギター : 吉川忠英（#4）
- パーカッション : Luis Conte（#1,#2,#3,#8）
- シンクラヴィア・プログラミング : 武新吾
- シンセサイザー・プログラミング : 浦田恵司、山中雅文
- サキソフォン : Jake H. Conseption（#1,#2）、Larry Williams（#6,#8,#9）
- トランペット : Jerry Hey（#6,#8,#9）、Gary Grant（#6,#8,#9）
- トロンボーン : 西山健治（#4）、平内保夫（#4）、岡田澄雄（#4）、清岡太郎（#4）、Bill Reichenbach（#6,#8,#9）
- コーラス : 松任谷由実、木戸泰弘（#3,#6,#8,#10）、比山貴詠史（#3,#6,#8,#10）、広谷順子（#3,#6,#8,#10）